# Озарк (Алабама)
Озарк (англ. Ozark) — місто (англ. city) в США, в окрузі Дейл штату Алабама. Населення — 14 368 осіб (2020).

## Географія
Озарк розташований за координатами 31°27′6″ пн. ш. 85°38′42″ зх. д. / 31.45167° пн. ш. 85.64500° зх. д. (31.451615, -85.645035).  За даними Бюро перепису населення США в 2010 році місто мало площу 88,92 км², з яких 88,28 км² — суходіл та 0,64 км² — водойми.

## Демографія
Згідно з переписом 2010 року, у місті мешкало 14 907 осіб у 6209 домогосподарствах у складі 4064 родин. Густота населення становила 168 осіб/км².  Було 6920 помешкань (78/км²).
Расовий склад населення:
| - 64,8 % — білих - 30,2 % — чорних або афроамериканців - 0,9 % — азіатів - 0,7 % — корінних американців |

До двох чи більше рас належало 2,6 %. Частка іспаномовних становила 3,2 % від усіх жителів.
За віковим діапазоном населення розподілялося таким чином: 23,1 % — особи молодші 18 років, 59,7 % — особи у віці 18—64 років, 17,2 % — особи у віці 65 років та старші. Медіана віку мешканця становила 41,2 року. На 100 осіб жіночої статі у місті припадало 90,7 чоловіків;  на 100 жінок у віці від 18 років та старших — 86,2 чоловіків також старших 18 років.
Середній дохід на одне домашнє господарство  становив 51 444 долари США (медіана — 37 813), а середній дохід на одну сім'ю — 64 860 доларів (медіана — 54 729). Медіана доходів становила 46 250 доларів для чоловіків та 28 525 доларів для жінок. За межею бідності перебувало 23,1 % осіб, у тому числі 35,6 % дітей у віці до 18 років та 15,1 % осіб у віці 65 років та старших.
Цивільне працевлаштоване населення становило 5660 осіб. Основні галузі зайнятості: освіта, охорона здоров'я та соціальна допомога — 20,2 %, роздрібна торгівля — 17,3 %, виробництво — 10,1 %, публічна адміністрація — 9,5 %.